# Eufriesea combinata
Eufriesea combinata là một loài Hymenoptera trong họ Apidae. Loài này được Mocsáry mô tả khoa học năm 1897.